# Rhaetus
Rhaetus es un género de coleóptero de la familia Lucanidae.

## Especies
Las especies de este género son:
- Rhaetus kazumiae
- Rhaetus westwoodii
- Rhaetus westwoodii westwoodii